# بيثانيكول
بيثانيكول(Bethanechol)، الذي يباع تحت الاسم التجاري Urecholine، هو دواء يستخدم لعلاج احتباس البول و حرقة المعدة كذلك.   على وجه التحديد يستخدم لاحتباس البول بسبب عدم انقباض المسالك البولية.  و يؤخذ عن طريق الفم قبل الأكل بنصف ساعة 3-4 مرات يومياً. 
تشمل الآثار الجانبية الشائعة له: آلامًا تشنجية في البطن، و احمرار الوجه، و التعرق، و الغثيان، و الإسهال. لا ينبغي استخدامه من قبل الأشخاص يعانون من بطء شديد في معدل ضربات القلب، أو الصرع، أو قرحة المعدة، أو انسداد الأمعاء، أو مرض باركنسون، أو نوبة قلبية حديثة، أو مرض الانسداد الرئوي المزمن، أو فرط نشاط الغدة الدرقية.  أما تأثيره خلال الحمل فغير معروف.  وهو محاكي للجهاز السمبثاوي الذي يحفز المستقبلات المسكارينية مباشرة دون أي تأثير على مستقبلات النيكوتين. 
تمت الموافقة على استخدام بيثانيكول طبيًا في الولايات المتحدة في عام 1948.  في المملكة المتحدة، يكلف شهر واحد هيئة الخدمات الصحية الوطنية ما يصل إلى 30 جنيهًا إسترلينيًا اعتبارًا من عام 2022.  ويكلف هذا القدر في الولايات المتحدة حوالي 25 دولارًا أمريكيًا.  مع ذلك، لا يستخدم كثيرًا، ويعتبر أقل ملاءمة في المملكة المتحدة.  